# Priit Viks
Priit Viks, né le 7 janvier 1982 à Elva, est un biathlète estonien.   

## Biographie
Actif au niveau international junior depuis 2002, il concourt en Coupe du monde depuis 2003. Il marque ses premiers points en 2009 à Ruhpolding (38e du sprint).
Aux Jeux olympiques d'hiver de 2006, il est 74e de l'individuelle et 15e du relais.
Aux Jeux olympiques d'hiver de 2010, il prend une bonne 20e place à l'individuelle, ce qui est son meilleur résultat individuel de sa carrière et se classe 14e avec le relais.
Il obtient ses meilleurs résultats aux Championnats du monde en 2009 où il est 50e du sprint et 11e du relais.
Il n'est plus intégré en équipe nationale après la saison 2011-2012.
Il entretient une relation amoureuse avec Eveli Saue.

## Palmarès

### Jeux olympiques d'hiver
| Épreuve / Édition | Individuelle | Sprint | Poursuite | Départ en ligne | Relais |
| Turin 2006        | 74e          | -      | -         | -               | 15e    |
| Vancouver 2010    | 20e          | -      | -         | -               | 14e    |

- - : pas de participation à l'épreuve.

### Championnats du monde
| Épreuve / Édition                | Individuelle                     | Sprint                           | Poursuite                        | Départ en masse                  | Relais                           | Relais mixte                     |
| Mondiaux 2003 Khanty-Mansiïsk    | 57e                              | 66e                              | -                                | -                                | -                                | Épreuve inexistante à cette date |
| Mondiaux 2007 Antholz-Anterselva | 69e                              | 65e                              | -                                | -                                | 11e                              | -                                |
| Mondiaux 2008 Östersund          | 93e                              | 71e                              | -                                | -                                | 12e                              | -                                |
| Mondiaux 2009 Pyeongchang        | Abandon                          | 50e                              | LAP                              | -                                | 14e                              | 13e                              |
| Mondiaux 2010 Khanty-Mansiïsk    | Épreuve inexistante à cette date | Épreuve inexistante à cette date | Épreuve inexistante à cette date | Épreuve inexistante à cette date | Épreuve inexistante à cette date | 16e                              |
| Mondiaux 2011 Khanty-Mansiïsk    | -                                | 104e                             | -                                | -                                | -                                | 15e                              |
| Mondiaux 2012 Ruhpolding         | 57e                              | -                                | -                                | -                                | 14e                              | -                                |

- - : pas de participation à l'épreuve.
- : épreuve non existante.
- LAP : a pris un tour de retard.

### Coupe du monde
- Meilleur classement général : 85e en 2010.
- Meilleur résultat individuel : 20e.

#### Différents classements en Coupe du monde
| Année     | Classement général final | Sprint | Poursuite | Individuelle | Mass start |
| 2008-2009 | 105e                     | 90e    | -         | -            | -          |
| 2009-2010 | 85e                      | 96e    | -         | 57e          | -          |